# Paleogeografie
Paleogeografia este o știință ce studiază geografia așa cum era ea în trecut. De obicei aceasta se referă la forma reliefului pământului, neexcluzând totuși referințele umane și culturale. În cazul în care subiectul principal al studiului este forma Terrei din trecut această știință mai poate fi denumită și paleogeomorfologie.

## Evoluția paleogeografică a Terrei
- Precambrian
  - Hadean (Priscoan)
  - Arhaic
  - Proterozoic
- Fanerozoic
  - Paleozoic
    - Cambrian
    - Ordovician
    - Silurian
    - Devonian
    - Carbonifer
    - Permian

  - Mezozoic
    - Triasic
    - Jurasic
    - Cretacic

  - Neozoic
    - Paleogen
    - Neogen
    - Cuaternar